# ハドソンベストコレクション
ハドソンベストコレクションとは、ハドソンからゲームボーイアドバンス用ソフトとして発売されたオムニバスゲームシリーズである。
ファミリーコンピュータで発売された家庭用ゲームソフトの完全移植版が収録されているほか、連射を測定できる『シュウォッチ』が6作すべてに搭載されている。
コントローラIIを使った遊び方はできず、それに伴い「2 PLAYERS」等のコマンドは消去されている。

## 収録作品

### ハドソンベストコレクションVol.1 ボンバーマンコレクション
2005年12月22日発売
- ボンバーマン
- ボンバーマンII

『ボンバーマンコレクション』とは異なる。

### ハドソンベストコレクションVol.2 ロードランナーコレクション
2005年12月22日発売
- ロードランナー
- チャンピオンシップロードランナー

### ハドソンベストコレクションVol.3 アクションコレクション
2005年12月22日発売
- チャレンジャー
- 迷宮組曲 ミロンの大冒険

どちらも初移植作品であり、公式サイトでもそのことが宣伝されていた。

### ハドソンベストコレクションVol.4 謎解きコレクション
2005年12月22日発売
- ナッツ&ミルク
- バイナリィランド
- サラダの国のトマト姫

### ハドソンベストコレクションVol.5 シューティングコレクション
2006年1月19日発売
- スターフォース
- スターソルジャー
- ヘクター'87

本作のみLボタンで切り替えられる「オート連射機能」が搭載されている。また、1995年に発売されたスーパーファミコン用ソフト『キャラバンシューティングコレクション』と収録ラインナップは同一。

### ハドソンベストコレクションVol.6 冒険島コレクション
2006年1月19日発売
- 高橋名人の冒険島
- 高橋名人の冒険島II
- 高橋名人の冒険島III
- 高橋名人の冒険島IV

ファミコン最後のソフト『高橋名人の冒険島IV』が収録されている。本作はハドソン最後のゲームボーイアドバンス用ソフトでもあった。